# R-31
R-31 (Nato-rapporteringsnamn - SS-N-17 Snipe) var en sovjetisk ubåtsbaserad, kärnvapenbestyckad ballistisk robot.
Utvecklingen av R-31 började i juni 1971 på Konstruktionsbyrå Arsenal. Den monterades på endast en ubåt (K-140) av Navaga-klass, för utvärdering. En första testskjutning ägde rum från i december 1976. R-31 var den första Interkontinental ballistisk roboten att använda fast raketbränsle i Sovjetunionens strategiska arsenal. Det var en tvåstegsraket beväpnad med en enda 500 kt kärnstridsspets. En praktisk fördel med designen var det tysta avfyrningssystem under vatten, som använde robotens egen flytkraft för att lyfta den till ytan.
Roboten togs i drift i mars 1980, men installerades aldrig i någon annan ubåt än K-140, och togs ur drift år 1991.
Det var den första sovjetiska ballistiska missilen att använda astronomisk navigering.